# 小行星4925
小行星4925，又称为舟山星，是由紫金山天文台在1981年12月3日发现的主带小行星。
小行星4925以浙江省的城市舟山市命名。